# 必須元素
必須元素（ひっすげんそ）は、生物が摂取することで得る、生命維持にとって欠かせない元素。通常、特にことわらない場合は人間の生命維持に必要な元素を指す。ここでは主に人間の必須元素について説明する。植物の必須元素については栄養素 (植物)を参照。

## 概要
栄養学におけるミネラルあるいは無機質は、必須元素から水素、炭素、窒素、酸素を除いたものをいう。
必須元素は、12種類の主要元素と15種類の微量元素に分けられるが、これ以外にも生体に必要な微量元素が存在する可能性がある。主要元素は、比較的どこでも存在していてそれほど摂取に困らないような元素で、またそれだけ必要とする量が多い元素である。微量元素は、必要量の微量な元素である。
必須元素は、欠乏すれば欠乏症となり、過剰に摂取すれば過剰症や中毒症状を起こすので適量の摂取が必要だが、通常の生活においては、自然物の食事を常識的な量と種類だけ食べていればほぼ適正な範囲内で収まる。猛毒として知られるヒ素も微量必須元素である。このヒ素は、普通の食事にはほぼ含まれていないため、ヒ素中毒は極めてまれである。
微量元素の多くが体内での酵素活性中心などに利用され、ごく微量が必要とされているがその微量が欠乏すると、直ちに体内代謝などのバランスがくずれ、それぞれの元素に特有の症状が現れる（微量元素欠乏症）。たとえば、亜鉛の欠乏は味覚障害や肌荒れとなって現れる。 地上に豊富に存在するわりには、微量元素としてあまり必要とされていないのがアルミニウムである。通常の食生活をしていれば不足する事はなく、サプリメントは無益無毒か無益有毒ともなる。しかし、医学的な静脈栄養や人工的な植物工場の製品では微量元素が不足する可能性があり対策が進んでいる。
| 主要元素 | 微量元素 |
| --- | --- |
| - 水素 H - 炭素 C - 窒素 N - 酸素 O - ナトリウム Na - マグネシウム Mg - リン P - 硫黄 S - 塩素 Cl - カリウム K - カルシウム Ca - 鉄 Fe | - ホウ素 B - フッ素 F - アルミニウム Al - バナジウム V - クロム Cr - マンガン Mn - コバルト Co - ニッケル Ni - 銅 Cu - 亜鉛 Zn - ヒ素 As - セレン Se - 臭素 Br - モリブデン Mo - ヨウ素 I |

※植物の必須元素と動物もしくはヒトの必須元素は異なる

## 微量元素と人体との関わり
ホウ素
確認されていない。
フッ素
必須元素とされているが、明確な根拠は示されておらず、必要摂取量も明白でない。疫学調査において影響の出なかった濃度1ppmを根拠として0.05 mg/kg 体 重 /日を摂取限度としている。
骨や歯に可逆的に取り込まれる。軟組織には蓄積しない。
アルミニウム
有用な作用は確認されていない。人体内には約50mgのアルミニウムが含まれている。
バナジウム
体内のコレステロールの合成を制御するメカニズムに関わっていると考えられている。ヒトでの欠乏症は報告されていない。
クロム
3価のクロムはインスリンの分泌を助けて炭水化物の代謝に関わる。脂質の代謝にも関与する。コレステロール値を一定に保つ。6価クロムは毒物である。30歳-49歳女性で25μg、同じく男性で35μgが1日の推定平均必要量とされている。
マンガン
ミトコンドリアの中でエネルギー産生を助けている。マンガンは、炭水化物（糖質）と脂質を分解する酵素を活性化させ、尿酸の代謝を助ける働きがある。また、下垂体機能の向上、各種ホルモン分泌を活性化に関与する。骨の成長に欠かせない。30歳-49歳女性で3.5mg、同じく男性で4.0mgが1日の目安量とされている。
コバルト
ポルフィリンに似た環状化合物であるコリン環の中心に結合してビタミンB12を作る。
ニッケル
確認されていない。
銅
人体内には約80mgの銅が含まれている。2-3mg/日の摂取がよい。古くから銅の酸化物である緑青が人体に有毒であると信じられてきたがこれは誤りで、現在では他の金属と比較して毒性は大差ないことが複数の動物実験により明らかにされている。厚生省も毒物や劇物ではなく「普通物」としている。日本では1983年より硫酸銅と亜鉛が粉ミルクに添加されている（100mlあたり45μg）。
亜鉛
人体内には約1.4g-2.3gの亜鉛が含まれている。細胞分裂時の酵素に必要なため、皮膚、頭髪、爪、歯、骨、前立腺に多く含まれている。成人では10-15mg/日が必要であり、不足すると味覚異常が現れる。他の生理的役割としては、免疫機構の補助、創傷治癒、精子形成、胎発生、小児の成長など多岐にわたる。炭酸脱水酵素が最も重要である。
ヒ素
猛毒である。有機ヒ素化合物のいくつかは、比較的毒性が低いが、亜ヒ酸のような無機のヒ素は毒性が非常に高い。ヒ素欠乏が問題となるケースは普通の生活では発生しないので、意図的な摂取は必要ない。
セレン
必要量と過剰摂取量との差が狭いため適量の摂取は難しい。セレンが過酸化脂質を分解する酵素のひとつであるグルタチオンペルオキシターゼを活性化する。30歳-49歳女性で30μg、同じく男性で20μgが1日の推定平均必要量とされている。
臭素
機能は確認されていない。アメリカ合衆国ヴァンダービルト大学のビリー・ハドソン博士らは、ミバエへの給餌実験で臭素を除いた餌を食べ続けたグループは死滅したが、通常通り臭素を含む餌を食べた対照グループは生き残ったことから、臭素が動物にとって28番目の必須元素であることを確認し、2014年に発表した。
モリブデン
糖質や脂質、尿酸の代謝を補助し、鉄の利用を高める造血作用、銅の排泄を増大させるモリブデンを含む酵素に窒素代謝や硫黄代謝に関与するオキソトランスフェラーゼ（酸素原子移動反応を触媒する酵素の総称）がある。30歳-49歳女性で15μg、同じく男性で20μgが1日の推定平均必要量とされている。
ヨウ素
ヨウ素は甲状腺にあって、甲状腺ホルモンの成分となる。この甲状腺ホルモンは、神経細胞のナトリウム濃度のバランス調節、代謝に関わる。ヨウ素欠乏症として、地方性甲状腺腫と甲状腺機能低下症がある。日本人は海藻を中心とした海産物により1-4mg/日のヨウ素を摂取しているので欠乏することはない。30歳-49歳女性で95μg、同じく男性で95μgが1日の推定平均必要量とされている。